# ایلای کان
ایلای ژاک کان (به انگلیسی: Ely Jacques Kahn) متولد ۱۸۸۴ معمار یهودی آمریکایی قرن بیستم بود.
کان در پاریس تحصیل کرد. او را بیشتر بخاطر آسمانخراشهای سبک آرت دکو در دهه ۱۹۲۰ در نیویورک می‌شناسند.
کان مدتی در دانشگاه کرنل نیز تدریس کرد.
او در سال ۱۹۷۲ در دیترویت درگذشت.

## آثار مهم
- برج وان پن پلازا